# 1157
| Calendário gregoriano                                                        | 1157 MCLVII                                            |
| Ab urbe condita                                                              | 1910                                                   |
| Calendário arménio                                                           | 606 – 607                                              |
| Calendário bahá'í                                                            | -687 – -686                                            |
| Calendário budista                                                           | 1701                                                   |
| Calendário chinês                                                            | 3853 – 3854 Início a 12 de fevereiro (aproximadamente) |
| Calendário copta                                                             | 873 – 874                                              |
| Calendário etíope                                                            | 1149 – 1150                                            |
| Calendários hindus - Vikram Samvat - Calendário nacional indiano - Cáli Iuga | 1212 – 1213 1078 – 1079 4257 – 4258                    |
| Calendário Holoceno                                                          | 11157                                                  |
| Calendário islâmico                                                          | 552 – 553                                              |
| Calendário judaico                                                           | 4917 – 4918                                            |
| Calendário persa                                                             | 535 – 536                                              |
| Calendário rúnico                                                            | 1407                                                   |
| Calendário solar tailandês                                                   | 1700                                                   |

1157 (MCLVII, na numeração romana) foi um ano comum do século XII do Calendário Juliano, da Era de Cristo, e a sua letra dominical foi F (52 semanas), teve início a uma terça-feira e terminou também a uma terça-feira. No reino de Portugal estava em vigor a Era de César que já contava 1195 anos.
| Ano completo                       |
| ---------------------------------- |
| Ano comum com início à terça-feira |

## Nascimentos
- 8 de Setembro - Ricardo Coração de Leão, Rei de Inglaterra.
- 25 de Março de - Afonso II de Aragão, m. 1196, rei de Aragão.

## Mortes
- 21 de Agosto - Afonso VII de Castela e Leão (n. 1105).
- 4 de Novembro - Mafalda de Saboia, primeira rainha de Portugal (n. 1125).
- 25 de Janeiro - Inês de Áustria, duquesa da Polónia (n. 1111).
- Ramiro II de Aragão n. 1084, rei de Aragão.
- Guilherme IV de Borgonha, conde de Mâcon, Auxonne e Viena, e regente do Condado da Borgonha (n. 1088).